# Nicolle Payne
Nicolle Katherine Payne (Paramount, 15 luglio 1976) è una pallanuotista statunitense, vincitrice di una medaglia d'argento ai giochi olimpici di Sydney 2000, e di una medaglia di bronzo ad Atene 2004.